# George Gershwin
George Gershwin (Brooklyn, 26. rujna 1898. – Beverly Hills, 11. srpnja 1937.) bio je američki skladatelj i pijanist.

## Životopis
Postao je slavan i bogat već u ranoj mladosti, skladajući zabavnu i plesnu glazbu. Na klaviru je prvo naučio svirati popularne melodije, a tek je kasnije upoznao skladbe Bacha, Lizsta, Debussyja i drugih skladatelja. 
S 15 godina svirao je popularne pjesme u trgovini nota, a ubrzo ih je i sam počeo skladati. Prvi veliki uspjeh bila je pjesma Swanee,koju je pjevao u svoje vrijeme jako popularni Al Jolson (glavni junak prvog zvučnog filma). Dvadesetih i tridesetih godina zajedno s bratom Irom,koji je pisao stihove, skladao je brojne broadwayske mjuzikle poput Lady,be good,Funny face,Of Thee I Sing. Mnoge pjesme iz njegovih mjuzikla postale su evergreen-melodije. Svjetsku slavu postigao je Rapsodijom u plavom (1924.),skladbom za klavir i orkestar. Ova je skladba najpoznatiji primjer simfonijskog jazza,u kojem su spojeni jazz i klasična glazba. Kroz njegovo stvaralaštvo američka glazba dobila je vlastiti stil, različit od europskog. 
Također je autor prve američke opere Porgy i Bess. Mnogi[tko?] su se dvoumili oko toga je li Gershwin popularni, klasični ili jazz skladatelj. Neki[tko?] su čak i osporavali njegovo svrstavanje u velike skladatelje. 
Argumenti za: začetnik simfonijskog jazza, utjecao na mnoge glazbenike, izdržao test vremena jer su neke skladbe dio suvremenog koncertnog repertoara.
Protiv: nije glazbeno obrazovan, nije temeljito poznavao glazbenu teoriju i tehniku skladanja i orkestracije što je cijeli život pokušavao nadoknaditi, velik dio opusa pripada popularnoj glazbi. 